# Алімхан Сиздиков
Алімхан Сиздиков (каз. Әлімхан Сыздықов; нар. 14 червня 1994, Шимкент, Туркестанська область) — казахський борець греко-римського стилю, чемпіон світу серед військовослужбовців, чемпіон, срібний та бронзовий призер чемпіонатів Азії, бронзовий призер Азійських ігор, учасник Олімпійських ігор. Майстер спорту міжнародного класу.

## Життєпис
Боротьбою почав займатися з 2006 року. У 2014 році здобув срібну медаль чемпіонату Азії серед юніорів.
Виступає за Центральний спортивний клуб армії, Алмати. Тренер — Бесолт Децієв (з 2006).

## Спортивні результати на міжнародних змаганнях

### Виступи на Олімпіадах
| Змагання                    | Збірна    | Вагова категорія                  | Місце |
| --------------------------- | --------- | --------------------------------- | ----- |
| Літні Олімпійські ігри 2024 | Казахстан | греко-римська боротьба, до 130 кг | 8     |

### Виступи на Чемпіонатах світу
| Змагання                        | Збірна    | Вагова категорія                  | Місце |
| ------------------------------- | --------- | --------------------------------- | ----- |
| Чемпіонат світу з боротьби 2018 | Казахстан | греко-римська боротьба, до 97 кг  | 29    |
| Чемпіонат світу з боротьби 2021 | Казахстан | греко-римська боротьба, до 130 кг | 20    |
| Чемпіонат світу з боротьби 2022 | Казахстан | греко-римська боротьба, до 130 кг | 18    |

### Виступи на Чемпіонатах Азії
| Змагання                       | Збірна    | Вагова категорія                  | Місце  |
| ------------------------------ | --------- | --------------------------------- | ------ |
| Чемпіонат Азії з боротьби 2019 | Казахстан | греко-римська боротьба, до 97 кг  | 5      |
| Чемпіонат Азії з боротьби 2020 | Казахстан | греко-римська боротьба, до 97 кг  | 8      |
| Чемпіонат Азії з боротьби 2021 | Казахстан | греко-римська боротьба, до 130 кг | Срібло |
| Чемпіонат Азії з боротьби 2022 | Казахстан | греко-римська боротьба, до 130 кг | Золото |
| Чемпіонат Азії з боротьби 2023 | Казахстан | греко-римська боротьба, до 130 кг | Бронза |

### Виступи на Азійських іграх
| Змагання           | Збірна    | Вагова категорія                  | Місце  |
| ------------------ | --------- | --------------------------------- | ------ |
| Азійські ігри 2023 | Казахстан | греко-римська боротьба, до 130 кг | Бронза |

### Виступи на Кубках світу
| Змагання                    | Збірна    | Вагова категорія                 | Місце |
| --------------------------- | --------- | -------------------------------- | ----- |
| Кубок світу з боротьби 2016 | Казахстан | греко-римська боротьба, до 98 кг | 4     |
| Кубок світу з боротьби 2017 | Казахстан | греко-римська боротьба, до 98 кг | 7     |

### Виступи на Чемпіонатах світу серед військовослужбовців
| Змагання                                                  | Збірна    | Вагова категорія                  | Місце  |
| --------------------------------------------------------- | --------- | --------------------------------- | ------ |
| Чемпіонат світу з боротьби серед військовослужбовців 2024 | Казахстан | греко-римська боротьба, до 130 кг | Золото |

### Виступи на інших змаганнях
| Змагання                                                     | Збірна    | Вагова категорія                  | Місце  |
| ------------------------------------------------------------ | --------- | --------------------------------- | ------ |
| Гран-прі Парижа з боротьби 2015                              | Казахстан | греко-римська боротьба, до 98 кг  | 7      |
| Турнір Вехбі Емре і Гаміта Каплана 2015                      | Казахстан | греко-римська боротьба, до 98 кг  | 23     |
| Меморіал Болата Турлиханова 2015                             | Казахстан | греко-римська боротьба, до 98 кг  | Срібло |
| Турнір Вехбі Емре і Гаміта Каплана 2016                      | Казахстан | греко-римська боротьба, до 98 кг  | Бронза |
| Турнір Івана Піддубного 2017                                 | Казахстан | греко-римська боротьба, до 98 кг  | 12     |
| Гран-прі Угорщини з боротьби 2018                            | Казахстан | греко-римська боротьба, до 97 кг  | 7      |
| Турнір Вехбі Емре і Гаміта Каплана 2018                      | Казахстан | греко-римська боротьба, до 97 кг  | 16     |
| Меморіал Болата Турлиханова 2018                             | Казахстан | греко-римська боротьба, до 97 кг  | Бронза |
| Турнір Дана Колова — Николи Петрова 2019                     | Казахстан | греко-римська боротьба, до 97 кг  | 9      |
| Меморіал Олега Караваєва 2019                                | Казахстан | греко-римська боротьба, до 97 кг  | 14     |
| Гран-прі Франції Анрі Деглана 2020                           | Казахстан | греко-римська боротьба, до 97 кг  | 7      |
| Меморіал Маттео Пелліконе 2021                               | Казахстан | греко-римська боротьба, до 130 кг | 10     |
| Олімпійський кваліфікаційний турнір з боротьби 2020 (Софія)  | Казахстан | греко-римська боротьба, до 130 кг | 5      |
| Турнір Вехбі Емре і Гаміта Каплана 2022                      | Казахстан | греко-римська боротьба, до 130 кг | 5      |
| Меморіал Болата Турлиханова 2022                             | Казахстан | греко-римська боротьба, до 130 кг | 5      |
| Меморіал Іона Корнеану і Ладислава Сімона 2022               | Казахстан | греко-римська боротьба, до 130 кг | Срібло |
| Турнір Ібрагіма Мустафи 2023                                 | Казахстан | греко-римська боротьба, до 130 кг | Бронза |
| Гран-прі Німеччини з боротьби 2023                           | Казахстан | греко-римська боротьба, до 130 кг | Бронза |
| Олімпійський кваліфікаційний турнір з боротьби 2024 (Бішкек) | Казахстан | греко-римська боротьба, до 130 кг | Золото |
| Меморіал Імре Поляка та Яноша Варги 2024                     | Казахстан | греко-римська боротьба, до 130 кг | 9      |

### Виступи на змаганнях молодших вікових груп
| Змагання                                      | Збірна    | Вагова категорія                 | Місце  |
| --------------------------------------------- | --------- | -------------------------------- | ------ |
| Кубок Фрейденфельдса серед юніорів 2013       | Казахстан | греко-римська боротьба, до 96 кг | 5      |
| Чемпіонат Азії з боротьби серед юніорів 2013  | Казахстан | греко-римська боротьба, до 96 кг | 9      |
| Чемпіонат Азії з боротьби серед юніорів 2014  | Казахстан | греко-римська боротьба, до 96 кг | Срібло |
| Чемпіонат світу з боротьби серед юніорів 2014 | Казахстан | греко-римська боротьба, до 96 кг | 18     |